# Турайда (область)

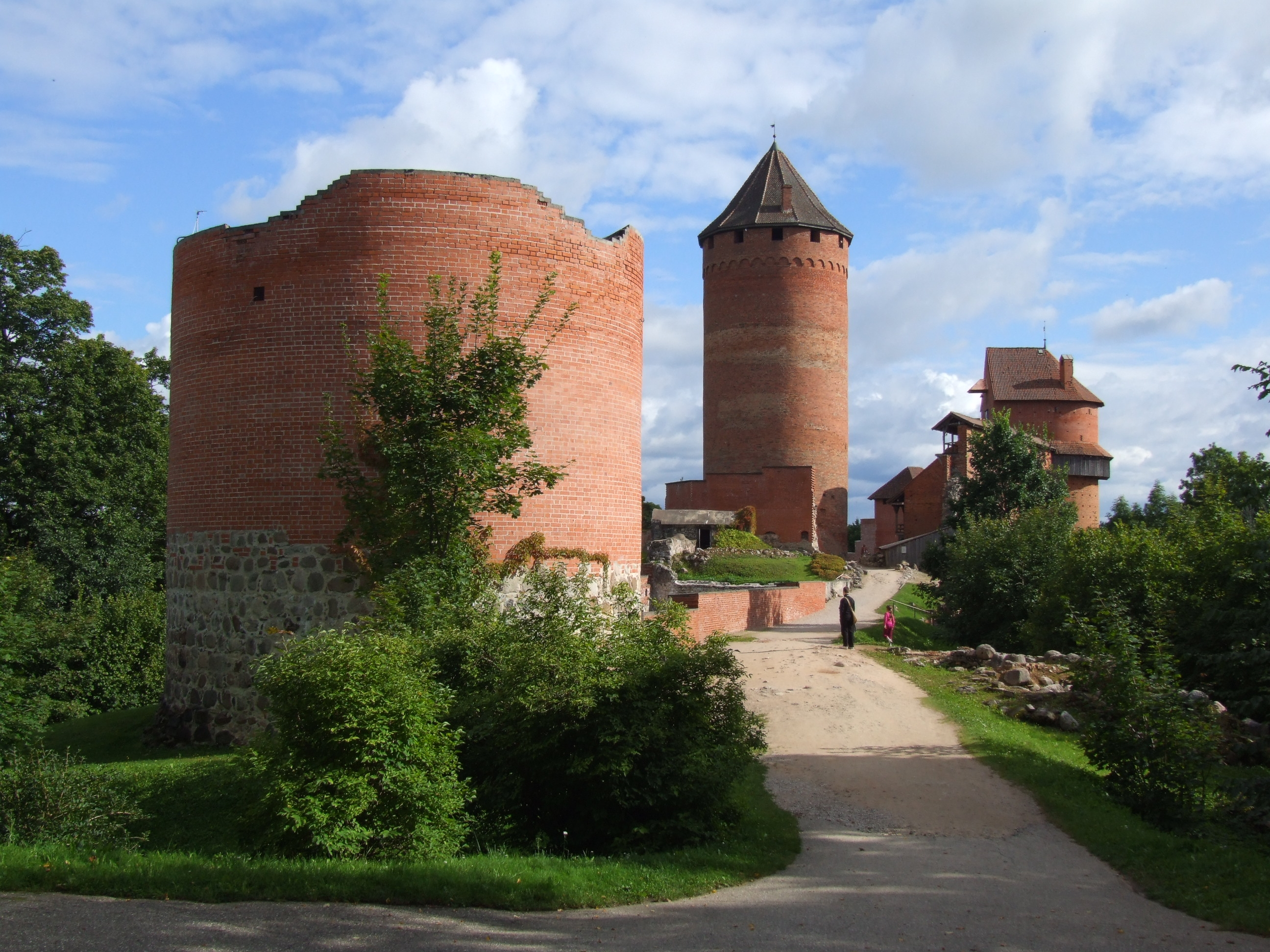

Турайда или Торейда, Турайдская земля (лат. Thoreida, Thoreyda; лив. Taara aed — «Божественный сад») — земля гауйских ливов. Турайда была разделена на две части, на правом берегу Гауи (Турайдский край) правил Каупо и отчасти Анно и Весике, а на левом берегу (Саттезелский край) — Дабрелис. Дабрелскую часть затем перенял Орден меченосцев, а Каупоскую — Ливонское епископство. На правом берегу находился замок Турайда (замок Каупо), а на левом — Саттезеле (замок Дабрела).